# Hōjō-ji
Le Hōjō-ji (法成寺) était un temple bouddhiste de Kyōto qui fut à une époque l'un des principaux temples du bouddhisme japonais.

## Construction
Le temple fut construit aux environs de 1017 par Fujiwara no Michinaga. La consécration de sa Salle d'Or en 1022 est détaillée dans l'épopée historique appelée Eiga Monogatari (栄花物語). L'empereur Go-Ichijō lui-même dirigeant la cérémonie, tous les efforts furent faits pour qu'elle fût aussi luxueuse et parfaite que possible.
Selon l'Eiga Monogatari, les piliers de la Salle d'Or reposaient sur des supports de maçonnerie en forme d'éléphants, les tuiles du toit et les portes étaient dorées et argentées, et les fondations étaient faites de cristal de roche. L'intérieur de la salle était décoré luxueusement avec de l'or, de l'argent, du lapis-lazuli et des joyaux de toute sorte, de même que d'une série d'images détaillant la vie du Bouddha historique, et d'une image centrale du Bouddha Vairocana.
Le temple a été détruit par un incendie en 1053 et ne fut jamais reconstruit.

## Référence
- (en) Cet article est partiellement ou en totalité issu de l’article de Wikipédia en anglais intitulé « Hojoji » (voir la liste des auteurs).
  - (en) George Sansom, A History of Japan to 1334, Stanford (Californie), Stanford University Press, 1958 (ISBN 0-8047-0522-4)